# ابراهیم خواری
ابراهیم خواری (زاده ‎۱۱ شهریور ۱۳۸۳) کشتی‌گیر آزادکار ، ورزشکار تیم ملی ایران است. او اهل مازندران شهر سوادکوه است.

## فعالیت حرفه‌ای ورزشی

### بازی‌های آسیایی ۲۰۲۲
در وزن ۵۷ کیلوگرم ابراهیم خواری در دور نخست با نتیجه ۱۰ بر صفر آلوین لوبرگیتو از فیلیپین را شکست داد. وی در دور دوم و در مرحله یک چهارم نهایی با نتیجه ۱۹ بر ۸ مغلوب امان سهراوات قهرمان آسیا از هند شد و با توجه به شکست این کشتی گیر هندی در مرحله نیمه نهایی، نماینده کشورمان از دور رقابت ها کنار رفت.

### قهرمانی آسیا ۲۰۲۴
در وزن ۵۷ کیلوگرم ابراهیم خواری در دور نخست با نتیجه ۸ بر ۱۰ مغلوب اودیت کومار از هند شد و با توجه به حضور حریفش در دیدار فینال، وی به گروه بازنده‌ها رفت. خواری در این گروه با نتیجه ۶ بر ۴ از سد آلماز سامانبیکوف از قرقیزستان گذشت و به دیدار رده بندی رفت. وی در این دیدار با نتیجه ۷ بر ۴ مغلوب کیم کوم-هیوک از کره شمالی شد و در جایگاه پنجم ایستاد.